# 蒂济堡
蒂济堡（法語：Bourg-de-Thizy，法語發音：[buʁ də tizi]）是法国罗讷省的一个旧市镇，属于索恩河畔自由城区。。2013年，蒂济与临近的4个市镇合并为新市镇蒂济莱布尔。

## 地理
蒂济堡（46°2'6"N, 4°17'59"E）面积14.49 平方千米，位于法国奥弗涅-罗讷-阿尔卑斯大区罗讷省，该省份为法国中东部省份，北起顺时针与索恩-卢瓦尔省、安省、里昂大都会、伊泽尔省和卢瓦尔省接壤。
与蒂济堡接壤的市镇（或旧市镇、城区）包括：蓬特朗布兹。

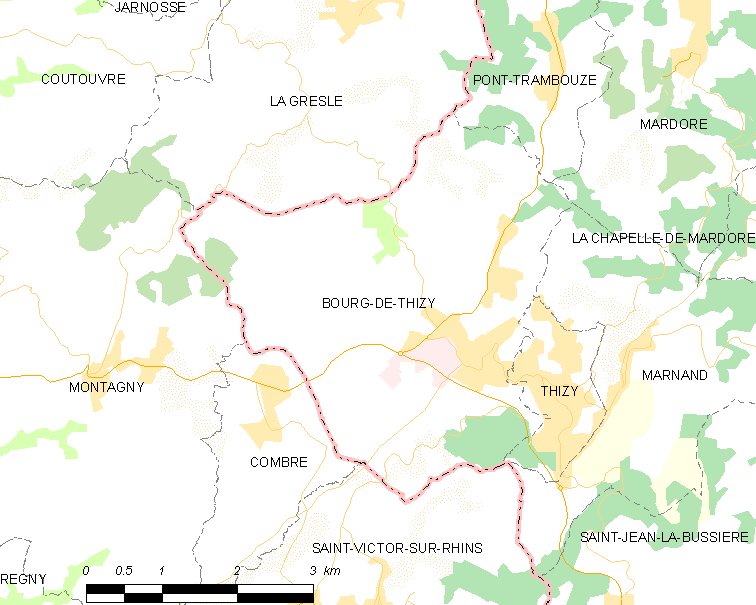
蒂济堡的OSM定位图

蒂济堡的时区为UTC+01:00、UTC+02:00（夏令时）。

## 行政
蒂济堡的邮政编码为69240，INSEE市镇编码为69025。

## 政治
蒂济堡所属的省级选区为。

## 人口

1962-2008年间蒂济堡人口变化图示

蒂济堡于2018年1月1日时的人口数量为2465人。